# Andrena fulminoides
Andrena fulminoides är en biart som beskrevs av Laberge 1967. Andrena fulminoides ingår i släktet sandbin, och familjen grävbin. Inga underarter finns listade i Catalogue of Life.